# Bor de Wolf
Bor de Wolf is een personage uit de Nederlandse poppenserie De Fabeltjeskrant. Hij is een wolf met veel menselijke eigenschappen.

## Verhaallijnen
Anders dan zijn mededieren van een wolf verwachten, is Bor een vreedzaam en emotioneel dier. Als hij van zijn stuk wordt gebracht vlucht hij in de regel naar het Enge Bos om tot rust te komen. Bor is bekend om de kenmerkende, huilende brul die hij aan veel van zijn uitspraken vooraf laat gaan ("huuu").
Hij is eigenaar van het Dierenbosse café Het Praathuis, een centrale ontmoetingsplaats waar de verschillende dieren bijeenkomen om de laatste nieuwtjes uit te wisselen onder het genot van een portie beukennoten en een glaasje grenadine.
Begin jaren zeventig ontmoette Bor in het Buitenbos zijn vriendinnetje Oléta Vulpecula met wie hij een kind kreeg dat zij Borita noemden.

## Trivia
- Bors stem werd ingesproken door stemacteur Ger Smit, voor wie Bor één van zijn favoriete Fabeltjeskrant-personages was.
- Fabeltjeskrant-schrijver Leen Valkenier baseerde het personage op zichzelf.[2]